# Championnat du Guyana de football 2010
Navigation
Saison précédente Saison 2012
La saison 2010 du Championnat du Guyana de football est la onzième édition du championnat national au Guyana. Les dix formations participantes sont regroupées au sein d'une poule unique où elles s'affrontent à deux reprises. Il n'y a ni promotion, ni relégation à l'issue de la saison.
C'est le club d'Alpha United, tenant du titre, qui remporte à nouveau la compétition cette saison après avoir terminé en tête du classement final, avec huit points d'avance sur Milerock FC et neuf sur Guyana Defence Force FC. Il s’agit du second titre de champion du Guyana de l'histoire du club.

## Qualifications continentales
Le champion du Guyana et son dauphin se qualifient pour la CFU Club Championship 2011.

## Les clubs participants
- Alpha United
- Guyana Defence Force FC
- Camptown FC
- Rosignol United
- Liquid Gold FC
- Buxton United
- Victoria Kings FC
- Milerock FC
- Bakewell Topp XX
- Seawall FC

## Compétition
Le barème de points servant à établir le classement se décompose ainsi :
- Victoire : 3 points
- Match nul : 1 point
- Défaite : 0 point

### Phase régulière
| Rang | Équipe                   | Pts | J  | G  | N | P  | Bp | Bc | Diff |
| ---- | ------------------------ | --- | -- | -- | - | -- | -- | -- | ---- |
| 1    | Alpha UnitedT            | 40  | 16 | 12 | 4 | 0  | 39 | 9  | +30  |
| 2    | Milerock FC              | 32  | 18 | 10 | 2 | 6  | 24 | 21 | +3   |
| 3    | Guyana Defence Force FCC | 31  | 18 | 9  | 4 | 5  | 32 | 17 | +15  |
| 4    | Rosignol United          | 29  | 18 | 8  | 5 | 5  | 35 | 33 | +2   |
| 5    | Camptown FC              | 28  | 18 | 8  | 4 | 5  | 36 | 27 | +9   |
| 6    | Seawall FC               | 21  | 18 | 6  | 3 | 9  | 14 | 21 | -7   |
| 7    | Buxton United            | 19  | 18 | 4  | 7 | 7  | 23 | 33 | -10  |
| 8    | Real Victoria Kings FC   | 18  | 18 | 5  | 3 | 10 | 27 | 32 | -5   |
| 9    | Bakewell Topp XX         | 16  | 18 | 4  | 4 | 10 | 16 | 33 | -17  |
| 10   | Liquid Gold FC           | 11  | 18 | 3  | 2 | 12 | 15 | 35 | -20  |

|  | Qualification pour la CFU Club Championship 2011    |
|  | T : Tenant du titre C : Vainqueur de la Mayor's Cup |

## Bilan de la saison
| Championnat du Guyana de football 2010 |                         |
| Champion                               | Alpha United (2e titre) |
| Coupes et trophées                     |                         |
| Vainqueur de la Coupe du Guyana 2010   | Guyana Defence Force FC |
| Qualifications continentales           |                         |
| CFU Club Championship 2011             | Alpha United            |
| CFU Club Championship 2011             | Milerock FC             |
| Promotions et relégations              |                         |
| Promus en Super League                 | Aucun                   |
| Relégués                               | Aucun                   |